# Madeline Schmidt
Madeline Schmidt (Ottawa, 11 de mayo de 1995) es una deportista canadiense que compite en piragüismo en la modalidad de aguas tranquilas.
Ganó una medalla de plata en el Campeonato Mundial de Piragüismo de 2023 y una medalla de bronce en los Juegos Panamericanos de 2023.

## Palmarés internacional
| Campeonato Mundial   | Campeonato Mundial   | Campeonato Mundial | Campeonato Mundial |
| Año                  | Lugar                | Medalla            | Competición        |
| -------------------- | -------------------- | ------------------ | ------------------ |
| 2023                 | Duisburgo (Alemania) | Medalla de plata   | K1 5000 m          |
| Juegos Panamericanos |                      |                    |                    |
| Año                  | Lugar                | Medalla            | Competición        |
| 2023                 | Santiago (Chile)     | Medalla de bronce  | K2 500 m           |